# Imbrasia xanthomma
Imbrasia xanthomma är en fjärilsart som beskrevs av Rothschild 1907. Imbrasia xanthomma ingår i släktet Imbrasia och familjen påfågelsspinnare. Inga underarter finns listade i Catalogue of Life.